# San Juan Bautista de Ajudá
La fortaleza de San Juan Bautista de Ajudá (en portugués Fortaleza de São João Baptista de Ajudá) fue un enclave colonial portugués del antiguo Reino de Dahomey, actual República de Benín. Situado inicialmente en la costa, próximo a Ouidah, posteriormente, tras varios recortes territoriales, quedó confinado en el interior.
A fines del siglo XVII el rey Pedro III de Portugal (regnat. 1667 a 1705) encomendó a Jacinto de Figueiredo Abreu —entonces gobernador de Santo Tomé y Príncipe— erigir una fortaleza en la costa continental del golfo de Guinea para asegurar los embarques de esclavos, tal fortaleza fue construida en el plazo que va de 1680 a 1681.

La superficie inicial del edificio era de 20 000 metros cuadrados. Habitado por el representante de Portugal, su familia y cuatro soldados, aunque su área de influencia abarcaba varios miles de kilómetros cuadrados. Así no sólo se convirtió en un centro de comercio de la trata de esclavos sino de comercio de marfil e incluso de oro extraído del Fouta Djalon (o Futá Yalón).
El puesto comercial decayó durante el Reino Unido de Portugal, Brasil y Algarve con la abolición de la esclavitud por parte portuguesa en 1815 y la separación del todavía esclavista Brasil en 1822. Al ocupar Francia el Reino de Dahomey, a finales del siglo XIX, San Juan Bautista de Ajudá se redujo en extensión (1894), apenas alcanzando 1 km², situación que se mantendría hasta el final siendo administrada por los portugueses desde Santo Tomé y Príncipe. Ya a fines de siglo XIX era un valor simbólico de Portugal, estando ocupado únicamente por dos funcionarios coloniales y un cabo y cuatro soldados pertenecientes a la guarnición de Santo Tomé y Príncipe.
El 1 de agosto de 1961, previo ultimátum, el Gobierno dahomeyano (actual Benín) se anexionó el pequeño enclave portugués de San Juan de Ajudá.